# Caristianus nigripecta
Caristianus nigripecta är en insektsart som beskrevs av Chou, Yuan och Wang 1994. Caristianus nigripecta ingår i släktet Caristianus och familjen vedstritar. Inga underarter finns listade i Catalogue of Life.